# Blanus
Blanus là một chi thằn lằn giun (Amphisbaenia) trong họ Blanidae, trước đây thuộc họ Amphisbaenidae.

## Loài
Chi này gồm các loài:
- Blanus cinereus (Vandelli, 1797) - thằn lằn giun Iberia
- Blanus mariae Albert & Fernández, 2009[2]
- Blanus mettetali Bons, 1963 - Thằn lằn giun Maroc
- Blanus strauchi (Bedriaga, 1884) - Thằn lằn giun Anatolia
- Blanus tingitanus Busack, 1988[3]

## Hình ảnh

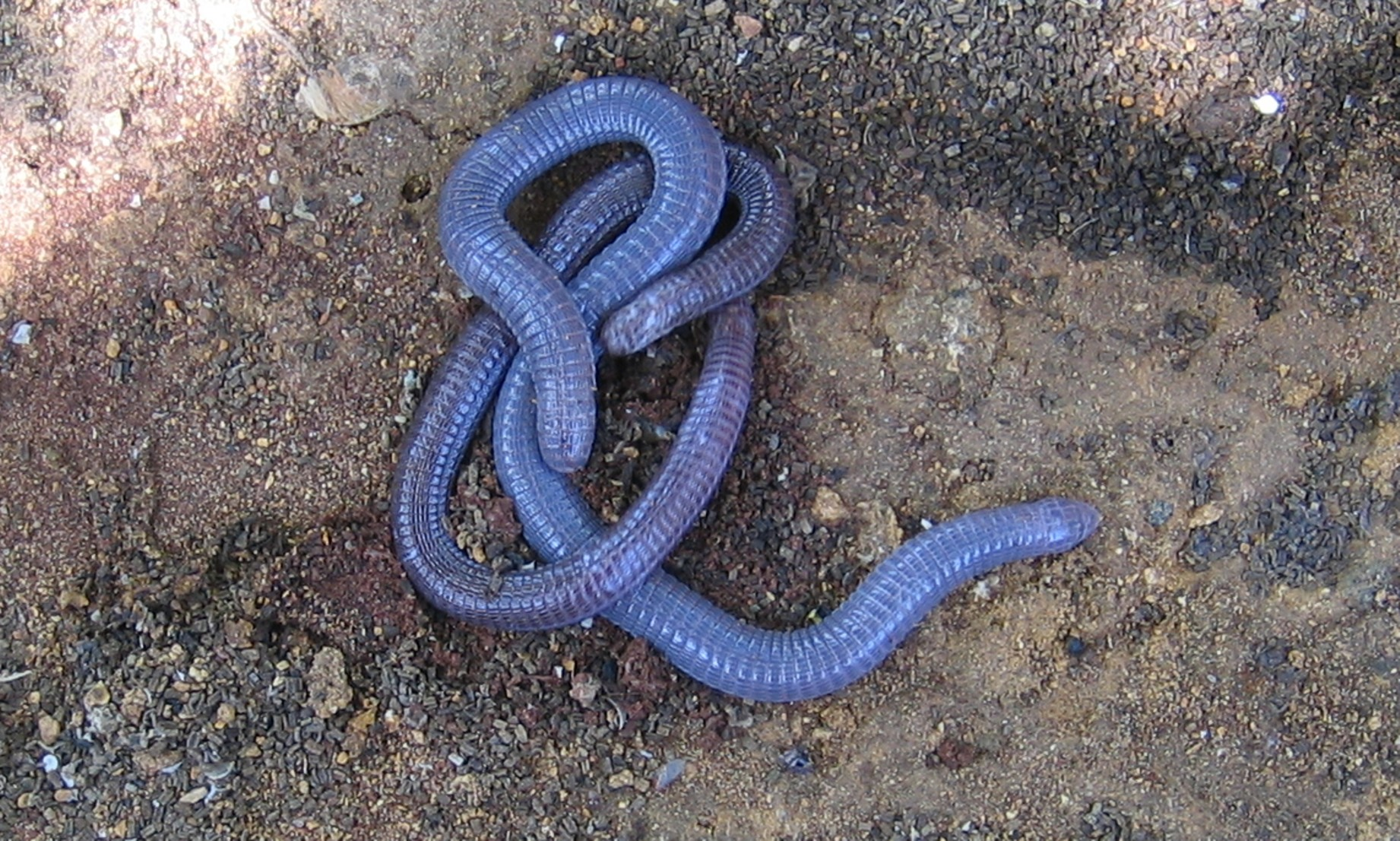
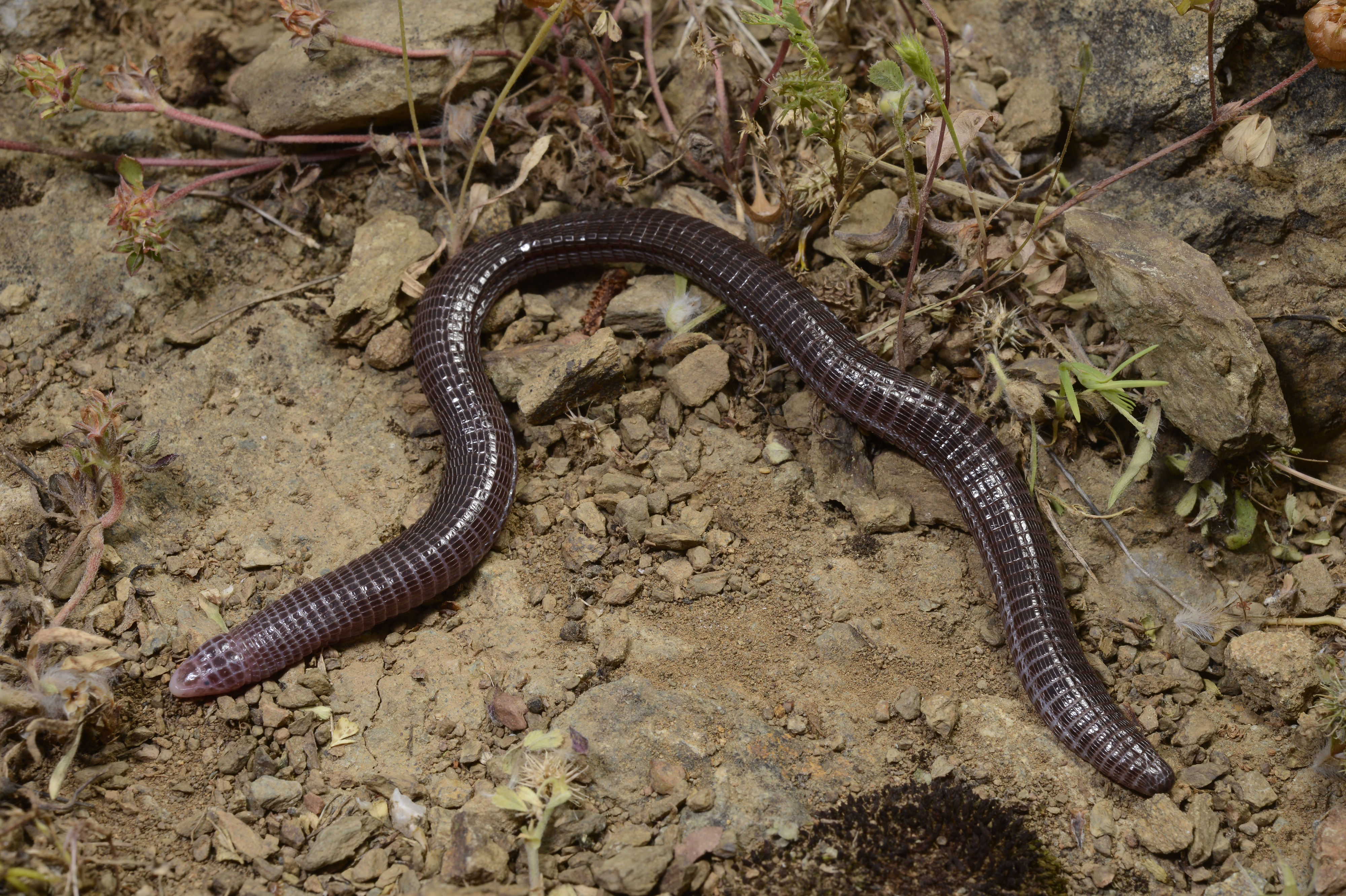